# 維新政治塾
維新政治塾（いしんせいじじゅく）は、日本維新の会（代表・馬場伸幸）による候補者の発掘、及びその政治家の育成を目的に設けられた政治教育塾である。現在までに多くの国会議員・首長・地方議員を生み出している。

## 概要
2012年に当時国政進出を窺っていた大阪維新の会によって設置され、日本維新の会（旧）、維新の党、おおさか維新の会および日本維新の会（現）に引き継がれている。
参加資格は「大阪都構想」を含めた日本の政治機構を変えることを目指した日本維新の会の政治政策に賛同し、日本国籍を有する者とされている。かつては被選挙権を持つ25歳以上と年齢制限があったが2018年以降は18歳以上に引き下げられている。基本的に月に1,2回のペースで外交や経済政策などを学ぶ。また、塾を卒業したとしても必ず選挙の立候補について公認や推薦を確約・約束できるというものではない。
また、都道府県支部でも「◯◯維新政治塾」として各地で開かれている。

## 第1期（2012年度）
参加受講料は12万円/年。当初は全応募者の中から400人程度に絞り込んで受講してもらうという計画であったが、予定定員を大幅に上回る3,326人が応募。面接で候補者の絞込みをする予定だったが、面接を中止し、書類選考でできる限り多くの参加者に受講してもらう方針を固めた。その中には現役の国会議員も含まれていたが、現役国会議員は基本的に入塾を認めない方針であった。
書類選考を通過した約2000人は塾生という扱いではなく、塾生候補者という扱いで、第一期の第一クールは2012年3月24日に開講された。同年6月に適正調査、人間性調査、資金力等を考慮しての選考を再度行い、915名が合格。その中で888人が入塾を果たし、正式に第一期維新政治塾の塾生となった。同年6月23日、大阪市中央公会堂にて入塾式が行われ、石原慎太郎東京都知事が基調講演を行い、正式に第二クールがスタート。中田宏、北岡伸一らが講師を務めた。その後、2013年2月9日に第1期修了式が行われた。
| 回                                | 日付                  | 場所                 | 受講生・塾生変移                    |
| --------------------------------- | --------------------- | -------------------- | ----------------------------------- |
| (応募総数)                        | -                     | -                    | 3,326人                             |
| (書類審査合格者)                  | -                     | -                    | 2,262人                             |
| 開講式＆受講生第1回               | 2012年3月24日(土)     | 大阪国際会議場       | 2,025人(受講料納付者)               |
| 受講生第2回                       | 2012年4月14日(土)     | 大阪市内             | 〃                                  |
| 受講生第3回                       | 2012年4月28日(土)     | 大阪市内             | 〃                                  |
| 受講生第4回                       | 2012年5月12日(土)     | 大阪市内             | 〃                                  |
| 受講生第5回                       | 2012年5月26日(土)     | 大阪市内             | 〃                                  |
| (塾生合格者)                      | -                     | -                    | 915人                               |
|                                   | 2012年6月23日(土)     | 大阪市中央公会堂     | 888人(入塾料納付者)                 |
| 塾生第1回                         | 2012年7月7日(土)      | 大阪アカデミア       | 〃                                  |
| 塾生第2回                         | 2012年8月4日(土)      | 大阪国際会議場       | 〃                                  |
| 塾生第1回街頭演説会               | 2012年9月15日(土)     | 難波髙島屋前         | 選抜者14名                          |
| 塾生第3回                         | 2012年9月15日(土)     | 大阪国際会議場       | 888人                               |
| （第46回衆議院議員選挙第1次公募） | 2012年9月28日(金)締切 | 日本維新の会宛       | 塾生518人・行政経験者327人合計845人 |
| 塾生第4回                         | 2012年10月6日(土)     | 大阪アカデミア       | 〃                                  |
| 第1次公募第1次面接1日目           | 2012年10月13日(土)    | 大阪アカデミア       | 塾生・行政経験者450人               |
| 第1次公募第1次面接2日目           | 2012年10月14日(日)    | 大阪アカデミア       | 〃                                  |
| 第1次公募第1次面接3日目           | 2012年10月20日(土)    | 大阪アカデミア       | 〃                                  |
| 第1次公募第1次面接4日目           | 2012年10月21日(日)    | 大阪アカデミア       | 〃                                  |
| （第46回衆議院議員選挙第2次公募） | 2012年11月1日(木)締切 | 日本維新の会宛       | 塾生・行政経験者以外                |
| 塾生第2回街頭演説会               | 2012年11月3日(土)     | 梅田ヨドバシカメラ前 | 選抜者14名                          |
| 塾生第5回                         | 2012年11月3日(土)     | 大阪アカデミア       | 888人                               |
| 第2次公募第1次面接1日目           | 2012年11月 日(土)     | 大阪アカデミア       | 塾生・行政経験者以外                |
| 第2次公募第1次面接2日目           | 2012年11月 日(日)     | 大阪アカデミア       | 〃                                  |
| 塾生最終回・第1期生卒塾式予定     | 2013年2月9日(土)      | 大阪市内のホテル     | 約800人                             |

## 第2期（2014年度）
2013年冬、大阪維新の会が母体となって設立されていた国政政党である日本維新の会は、第46回衆議院議員総選挙に向け、近畿地方での候補者の発掘をめざす「近畿ブロック維新政治塾」を開催する方針を公表し、同地方で候補を大量擁立するため300人規模の人数を集めようとした。12月26日にその応募が閉め切られたが、応募者はわずか105人にとどまった。これは、上記のように2012年の大阪維新の会「維新塾」の時には応募者が殺到したことに比してあまりに落差が大きく、マスコミによって「維新」の「退潮浮き彫り」と報道された。その後、2014年8月9日に第2期修了式が行われ、72名の塾生が卒業した。
| 回            | 日付              | 講師       | 肩書                 | テーマ                                                        |
| ------------- | ----------------- | ---------- | -------------------- | ------------------------------------------------------------- |
| (応募総数)    | 105人             |            |                      |                                                               |
| (卒業生)      | 72人              |            |                      |                                                               |
| 開講式＆第1回 | 2014年2月8日(土） | 堺屋太一   | 名誉塾長             | 《基調講演》                                                  |
| 第2回         | 2014年3月8日(土)  | 浅田均     | 大阪府議会議員       | (橋下改革の中身) ・財政再建 ・教育改革 ・公務員改革           |
| 〃            | 〃                | 坂井良和   | 大阪市議会議員       | (大阪市の改革) ・大阪市衰退の歴史                             |
| 第3回         | 2014年4月5日(土)  | 中田宏     | 横浜市長・衆議院議員 | （財政再建と抵抗勢力）                                        |
| 第4回         | 2014年5月17日(土) | 佐々木信夫 | 行政学者             | （地方自治体の課題と議会の課題）                              |
| 第5回         | 2014年6月21日(土) | 井上英孝   | 衆議院議員           | （地方議員の政治活動について）                                |
| 〃            | 〃                | 浦野靖人   | 衆議院議員           | 〃                                                            |
| 〃            | 〃                | 東徹       | 参議院議員           | 〃                                                            |
| 第6回         | 2014年7月26日(土) | 今井豊     | 大阪府議会議員       | (選挙とは何か) ・財政再建 ・選挙は科学 ・研究し宣伝し組織する |
| 修了式        | 2014年8月9日(土)  | 橋下徹     | 塾長                 |                                                               |
| 〃            | 〃                | 松井一郎   | 副塾長               |                                                               |
| 〃            | 〃                | 浅田均     | 塾運営委員長         |                                                               |

## 第3期（2016年度）
平成28年度の参議院選挙や次期総選挙に向けて候補者の発掘をめざして開講された。第3期では176人が申し込み、うち162人が塾生となった。1月30日に行われた開講式では、前代表である橋下徹が基調講演を行った。
| 回            | 日付               | 講師       | 肩書                              | テーマ                                   |
| ------------- | ------------------ | ---------- | --------------------------------- | ---------------------------------------- |
| (応募総数)    | 176人              |            |                                   |                                          |
| (塾生)        | 162人              |            |                                   |                                          |
| 開講式＆第1回 | 2016年2月8日(土）  | 橋下徹     | 法律政策顧問                      | 《基調講演》                             |
| 第2回         | 2016年2月27日(土)  | 佐々木信夫 | 中央大学教授（行政学者）          | 地方自治・大都市制度について             |
| 第3回         | 2016年3月26日(土)  | 岡本行夫   | 外交評論家                        | これからの日本の外交・防衛について       |
| 第4回         | 2016年4月30日(土)  | 上山信一   | 慶應義塾大学教授                  | 組織論、統治機構、松井・橋下改革について |
| 第5回         | 2016年5月21日(土)  | 鈴木亘     | 学習院大学教授                    | 社会保障の現状と改革の着眼点             |
| 第5回         | 2016年6月11日(土)  | 猪瀬直樹   | 元東京都知事・大阪府市特別顧問    | この国のゆくえ                           |
| 第7回         | 2016年7月23日(土)  | 冨山和彦   | 株式会社経営共創基盤代表取締役CEO | なぜローカル経済から日本は甦るのか       |
| 第8回         | 2016年8月27日(土)  | 原英史     | 株式会社政策工房代表取締役社長    | 国と自治体での規制改革                   |
| 第9回         | 2016年9月10日(土)  | 辛坊治郎   | ニュースキャスター                | 情報のウラを読む                         |
| 第10回        | 2016年10月22日(土) | 高橋洋一   | 経済学者                          | 簡素、公平、中立から簡素、公平、活力     |
| 第11回        | 2016年11月26日(土) | 三浦瑠麗   | 国際政治学者                      | 維新にのぞむもの                         |
| 第12回&修了式 | 2016年12月17日(土) | 松井一郎   | 大阪府知事                        | 模擬議会                                 |
| 〃            | 〃                 | 吉村洋文   | 大阪市長                          |                                          |

## 第4期（2018年度）
参加受講料は10万円/年。講師は三浦瑠麗、木村草太など。かつては候補者の絞込みのために被選挙権を持つ25歳以上と年齢制限が設けられていたが、2018年度では18歳以上と条件が引き下げられている。2017年10月に行われた総選挙で日本維新の会が議席を減らしたことを受けて党勢に陰りが出ている中、再び関心を高めようと募集締め切り直前の12月9日にプレ講演会を開くなど、塾生募集が積極的に進められていた。最終的な応募は102人、受講生は80人となった。
| 回            | 日付               | 講師       | 肩書                                                   | テーマ                                                                |
| ------------- | ------------------ | ---------- | ------------------------------------------------------ | --------------------------------------------------------------------- |
| (応募総数)    | 102人              |            |                                                        |                                                                       |
| (塾生)        | 80人               |            |                                                        |                                                                       |
| 開講式＆第1回 | 2018年1月27日(土） | 三浦瑠麗   | 国際政治学者                                           | 持続可能な日本社会のために維新に求めること                            |
| 第2回         | 2018年2月24日(土)  | 上山信一   | 慶應義塾大学教授                                       | これからの大都市経営 ー大阪維新と東京大改革ー                         |
| 第3回         | 2018年3月31日(土)  | 木村草太   | 憲法学者                                               | 憲法のこれから                                                        |
| 第4回         | 2018年4月28日(土)  | 佐々木信夫 | 中央大学教授                                           | これからの地域、大都市、国のあり方 ー廃藩置州の国づくり・大都市が核ー |
| 第5回         | 2018年5月26日(土)  | 高橋洋一   | 経済学者・株式会社政策工房代表取締役会長               | 税制と財務省                                                          |
| 第6回         | 2018年6月30日(土)  | 鈴木亘     | 学習院大学教授・前大阪府市特別顧問（西成特区構想担当） | 西成特区と社会保障改革                                                |
| 第7回         | 2018年7月28日(土)  | 岡本行夫   | 外交評論家                                             | 激動の世界の中での日本外交                                            |
| 第8回         | 2018年8月25日(土)  | 橋下徹     | 前大阪市長・元大阪府知事                               | 統治機構改革の真意                                                    |
| 第9回         | 2016年9月29日(土)  | 原英史     | 株式会社政策工房代表取締役社長                         | 今必要な規制緩和                                                      |
| 第10回&修了式 | 2016年10月20日(土) | 松井一郎   | 大阪府知事                                             | 模擬議会                                                              |
| 〃            | 〃                 | 吉村洋文   | 大阪市長                                               |                                                                       |

## 維新塾in Tokyo（2019年度）
7月の参院選で初めて関西以外の選挙区で議席を獲得したことを機に都内で初めて政治塾を開講した。塾長を務め東京維新の会代表である柳ヶ瀬裕文参議院議員は「（次期衆院選では）東京（の全２５選挙区）に候補者を立てて戦う」と語った。次期都議選でも候補者を擁立したい考えだとされている。2019年10月より全6回、月1回/半年間の予定で開講され、18歳以上が対象、受講料は大人3万円、女性2万円、学生1万円となっている。100人以上の応募があり書類審査を経て85人が入塾した。講師は吉村洋文、浅田均など
。
11月24日には音喜多駿参議院議員による特別公開講座「今さら聞けない政治の話」が開講され50人を超える人が集まった。
| 回              | 日付               | 講師     | 肩書                 | テーマ                     |
| --------------- | ------------------ | -------- | -------------------- | -------------------------- |
| (応募総数)      | 100人以上          |          |                      |                            |
| (塾生)          | 85人               |          |                      |                            |
| 第1回&開講式    | 2019年10月27日(日) | 浅田均   | 政調会長・参議院議員 | 維新八策                   |
| 第2回           | 2019年11月2日(土)  | 吉村洋文 | 党副代表・大阪府知事 | 政治家を目指すならこう動く |
| 第3回           | 2019年12月7日(土)  | 岩田温   | 政治学者             | 政治とは何か               |
| 第4回           | 2020年1月11日(土)  | 井上武史 | 憲法学者             | 憲法改正論議への視点       |
| 第5回           | 2020年2月16日(日)  | 飯田泰之 | 経済学者             | マクロ経済学基本理論       |
| 第6回オンライン | 2020年8月31日(日)  | 松井一郎 | 党代表・大阪市長     | 大阪都構想                 |

## 第5期（2020年度）
2019年4月の第19回統一地方選挙や7月の第25回参議院議員通常選挙 で日本維新の会が躍進した中、第49回衆議院議員総選挙で各地の地方選挙にに備え候補者の発掘を目指して開講された。
2020年1月から10回の予定（月1〜2回程度）。受講料は10万円/年。初めて女性割引や学生割引の制度が設けられた。
講師には橋下徹、三浦瑠麗、木村草太が予定されていた。
2019年11月24日には、須田慎一郎によるプレ講義が行われ121名が参加した。
講師による講義と塾生同士のディスカッションを行い、後日課題を提出し、優秀な成績を修めた塾生は「修了」認定されるはずだった。しかし、コロナウイルスの影響により２回目以降の講義が延期となり、7月25日の講義をもち打ち切りとなった。
| 回            | 日付               | 講師     | 肩書                             | テーマ |
| ------------- | ------------------ | -------- | -------------------------------- | ------ |
| (応募総数)    |                    |          |                                  |        |
| (卒業生)      |                    |          |                                  |        |
| 開講式＆第1回 | 2020年1月25日(土） | 三浦瑠麗 | 国際政治学者                     |        |
| 第2回&最終回  | 2020年7月25日(土)  | 橋下徹   | 元大阪府知事、元大阪市長、弁護士 |        |
| 〃            | 〃                 | 浅田均   | 塾長                             |        |
| 〃            | 〃                 | 森和臣   | 塾運営委員長                     |        |

## 神奈川維新政治塾（2020年度）
2019年7月に行われた第25回参議院議員通常選挙で初めて関西以外の選挙区で議席を獲得したことを機に神奈川県内で初めて政治塾を開講した。塾長は神奈川維新の会代表である松沢成文参議院議員。募集要項には、「来たる衆議院総選挙や地方議員選挙に向けて、改革の志を持った有為な人材を発掘し、養成するため」と書かれている。
応募締め切りは、2月14日。
2020年6月から12月まで全6回、横浜市内で開催され、18歳以上が対象、受講料は、大人10,000円、学生5,000円（18歳以上に限る）となっている。
講師は、松沢成文、馬場伸幸、浅田均、佐々木信夫など。
| 回           | 日付              | 講師       | 肩書                             | テーマ                                                   |
| ------------ | ----------------- | ---------- | -------------------------------- | -------------------------------------------------------- |
| (応募総数)   | -                 |            |                                  |                                                          |
| (塾生)       | 71人              |            |                                  |                                                          |
| 第1回&開講式 | 2020年6月27日(土) | 馬場伸幸   | 衆議院議員・日本維新の会幹事長   | 日本維新の会が目指すもの                                 |
| 第2回        | 2020年8月1日(土)  | 串田誠一   | 衆議院議員・神奈川維新の会幹事長 | 憲法改正とは？護憲とは？                                 |
| 〃           | 〃                | 礒崎初仁   | 行政学者・中央大学教授           | 『自治体議員の政策作り入門』ー「政策に強い議会」を作るー |
| 第3回        | 2020年9月5日(土)  | 高畑卓     | イチニ株式会社代表取締役         | コロナ後の選挙・政治活動をネットへ最適化するセミナー     |
| 第4回        | 2020年10月3日(土) | 浅田均     | 参議院議員・日本維新の会政調会長 | 大阪都構想とは？                                         |
| 第5回        | 2020年11月7日(土) | 佐々木信夫 | 大阪市特別顧問・中央大学名誉教授 | "大阪都構想"否決、だが「大都市制度」は根本から見直しへ   |
| 第6回&修了式 | 2020年12月5日(土) | 松沢成文   | 衆議院議員・塾長                 |                                                          |
| 〃           | 〃                | 串田誠一   | 衆議院議員・神奈川維新の会幹事長 | 税と社会保障と労働市場の三位一体改革について             |

## 塾生の出身地域
第1期塾生の出身地域は日本全国に及び、最多は大阪府の235人。東京都の177人、兵庫県88人、神奈川県46人、京都府34人と続き、愛知県29人、福岡県29人、千葉県26人、奈良県22人、埼玉県19人、滋賀県15人、静岡県11人、広島県11人。北海道、富山県、三重県、岡山県は各9人。宮城県は7人、福島県が6人と続く。山形県、高知県、宮崎県の3県からの参加塾生はない。
このうち、現職の地方議会議員が少なくとも27の都道府県から68人参加していたことが共同通信社が維新政治塾に取材したところわかった。選考の際にみんなの党、日本創新党に配慮し関係者全員を合格としたため、一部から異論が出た。

## 塾生の公募申請
日本維新の会は維新政治塾、塾生募集時より各選挙出馬に掛かる費用全てを自己負担としており2011年統一地方選挙においても同様のプレスリリースを行い現在の大阪府議会議員、堺市議会議員、大阪市会議員は自己負担で選挙に出馬し当選をしている。当然、落選した候補者も多数いるが会側は一切の資金援助や補填はしていない。次期衆議院選挙だけでなく今後における全国の自治体選挙においても金銭援助は一切しないとしている。
供託金600万円（小選挙区300万円、重複比例300万円）＋選挙費用約2000万円、合計で2600万円前後が最低限必要と言われているがそれらの衆議院議員選挙費用を自己責任において用意する。金銭的に厳しい条件ながら第1期（2012年度）政治塾では第46回衆議院議員総選挙における第一次公募（塾生、政治・行政経験者向け）が2012年9月28日に締め切られ、塾生888人中518名と政治・行政経験者から327名、合計845名の応募があった。第一次公募に467名が合格し466名が公募面接を受けた。その結果、日本維新の会は155名が第1次公募に合格したと発表した。その内、塾生は約70%であった。また、2012年10月17日から第二次公募（塾生、政治・行政経験者以外）の募集が開始した。12月迄に各種試験や実地訓練を行い適正を判断し、衆院選・参院選の候補者として日本全国の選挙区の支部長として選任した。うち69名が総選挙に立候補し、16名の国会議員が誕生した。

## 塾関係者

### 役員
- 名誉塾長  松井一郎
- 塾長 音喜多駿
- 運営委員長 森和臣

### 過去の講師陣
- 橋下徹
- 堺屋太一
- 竹中平蔵
- 東国原英夫
- 三浦瑠麗
- 木村草太
- 松井一郎
- 吉村洋文
- 猪瀬直樹
- 辛坊治郎
- 浅田均

詳しく上記の各年度ごとの表確認。

### 主な出身者

#### 現職国会議員
- 伊東信久 - 1期生（大阪19区選出、4期)
- 伊藤俊輔 - 1期生（東京23区選出、3期)
- 藤田文武 - 1期生（大阪12区選出、3期）
- 青柳仁士 - 1期生（大阪14区選出、2期）
- 塩村文夏 - 1期生（東京選挙区選出、2期）
- 佐々木りえ - 1期生（大阪選挙区選出、1期）
- 足立康史 - 1期生（比例区選出、1期)[12]
- 片山大介 - 3期生（兵庫選挙区選出、2期)
- 萩原佳 - 4期生（大阪9区選出、1期）

#### 前職・元職
- 杉田水脈 - 1期生（比例中国ブロック選出、3期）
- 丸山穂高 - 1期生（大阪19区選出、3期)
- 木下智彦 - 1期生（大阪8区選出、2期)
- 上西小百合 - 1期生（比例近畿ブロック選出、2期)
- 椎木保 - 1期生（比例近畿ブロック選出、2期)
- 清水貴之 - 1期生（兵庫選挙区選出、2期)
- 高橋美穂 - 1期生（比例北海道ブロック選出、1期）
- 西田譲 - 1期生（比例南関東ブロック選出、1期)
- 百瀬智之 - 1期生（比例北陸信越ブロック選出、1期)
- 宮沢隆仁 - 1期生（比例北陸信越ブロック選出、1期)
- 新原秀人 - 1期生（比例近畿ブロック選出、1期）
- 森夏枝 - 1期生（比例近畿ブロック選出、1期)
- 岩永裕貴 - 1期生（比例近畿ブロック選出、1期)
- 坂元大輔 - 1期生（比例中国ブロック選出、1期)
- 山之内毅 - 1期生（比例九州ブロック選出、1期)
- 桑原久美子 - 1期生（比例区選出、1期）
- 河井案里 - 1期生[13]（広島選挙区選出、当選無効）
- 沢田良 - 3期生（比例北関東ブロック選出、1期）
- 一谷勇一郎 - 5期生（比例近畿ブロック選出、1期）
- 音喜多駿 - 5期生（東京選挙区選出、1期）

#### 首長
- 岩永裕貴 - 1期生（三重県甲賀市長、3期）
- 冨宅正浩 - 1期生（大阪府柏原市長、2期）
- 永野耕平 - 1期生（大阪府岸和田市長、2期）
- 冨田裕樹 - 1期生（大阪府池田市長、1期）
- 福岡憲宏 - 1期生（奈良県香芝市長、1期）

#### 地方議員

##### 都道府県議会
| 議会     | 議会     | 氏名           | 時期 |
| -------- | -------- | -------------- | ---- |
| 大阪府議 | 大阪府議 | 永井広大       | 1期  |
| 大阪府議 | 大阪府議 | 広野みずほ     | 1期  |
| 大阪府議 | 大阪府議 | 前田洋輔       | 1期  |
| 大阪府議 | 大阪府議 | 岡沢龍一       | 1期  |
| 大阪府議 | 大阪府議 | 松波武久       | 1期  |
| 大阪府議 | 大阪府議 | 魚森ゴータロー | 1期  |
| 大阪府議 | 大阪府議 | 中川誠太       | 3期  |
| 兵庫県議 | 兵庫県議 | 門隆志         | 3期  |
| 兵庫県議 | 兵庫県議 | 小西彦治       | 3期  |
| 兵庫県議 | 兵庫県議 | 中野ゆうご     | 3期  |
| 兵庫県議 | 兵庫県議 | 関口正人       | 1期  |
| 徳島県議 | 徳島県議 | 井下泰憲       | 1期  |
| 広島県議 | 広島県議 | 灰岡香奈       | 1期  |
| 大分県議 | 大分県議 | 桑原宏史       | 1期  |

##### 市区町村議会
| 議会         | 議会         | 氏名           | 時期 |
| ------------ | ------------ | -------------- | ---- |
| 目黒区議     | 目黒区議     | 松田哲也       | 1期  |
| 葛飾区議     | 葛飾区議     | 小林等         | 1期  |
| 品川区議     | 品川区議     | 松本ときひろ   | 3期  |
| 練馬区議     | 練馬区議     | 山田かずよし   | 3期  |
| 新宿区議     | 新宿区議     | 藤川たかし     | 3期  |
| 港区議       | 港区議       | 赤坂大輔       | 3期  |
| 多摩市議     | 多摩市議     | 藤篠たかゆき   | 1期  |
| 大阪市議     | 大阪市議     | 藤田あきら     | 1期  |
| 大阪市議     | 大阪市議     | 上田智隆       | 1期  |
| 大阪市議     | 大阪市議     | 高見りょう     | 1期  |
| 大阪市議     | 大阪市議     | 藤岡寛和       | 1期  |
| 大阪市議     | 大阪市議     | 上田智隆       | 1期  |
| 大阪市議     | 大阪市議     | 金子エミ       | 1期  |
| 大阪市議     | 大阪市議     | 宮脇のぞみ     | 1期  |
| 大阪市議     | 大阪市議     | えびさわ由紀   | 1期  |
| 大阪市議     | 大阪市議     | 徳田勝         | 2期  |
| 大阪市議     | 大阪市議     | 坂井はじめ     | 3期  |
| 大阪市議     | 大阪市議     | 大西しょういち | 3期  |
| 大阪市議     | 大阪市議     | 野上蘭         | 4期  |
| 大阪市議     | 大阪市議     | くらもと隆之   | 4期  |
| 堺市議       | 堺市議       | 伊豆丸精二     | 1期  |
| 堺市議       | 堺市議       | 西川知己       | 3期  |
| 豊中市議     | 豊中市議     | 中野こうき     | 1期  |
| 豊中市議     | 豊中市議     | 大田やすはる   | 4期  |
| 豊中市議     | 豊中市議     | 木下昌久       | 4期  |
| 吹田市議     | 吹田市議     | 井口なおみ     | 1期  |
| 吹田市議     | 吹田市議     | はしもとじゅん | 1期  |
| 吹田市議     | 吹田市議     | 斎藤あきら     | 2期  |
| 吹田市議     | 吹田市議     | 松尾翔太       | 3期  |
| 高槻市議     | 高槻市議     | 岡田やすひろ   | 4期  |
| 池田市議     | 池田市議     | 冨田ひろき     | 1期  |
| 箕面市議     | 箕面市議     | 尾崎夏樹       | 1期  |
| 枚方市議     | 枚方市議     | 門川ひろゆき   | 4期  |
| 枚方市議     | 枚方市議     | 泉大介         | 4期  |
| 枚方市議     | 枚方市議     | 岡市えいじろう | 4期  |
| 寝屋川市議   | 寝屋川市議   | 元橋まさひろ   | 1期  |
| 大東市議     | 大東市議     | 児玉亮         | 4期  |
| 守口市議     | 守口市議     | 竹嶋修一郎     | 2期  |
| 門真市議     | 門真市議     | 滝井としゆき   | 4期  |
| 東大阪市議   | 東大阪市議   | 森脇けいじ     | 1期  |
| 八尾市議     | 八尾市議     | 田中しんじ     | 1期  |
| 八尾市議     | 八尾市議     | 稲森ひろき     | 3期  |
| 八尾市議     | 八尾市議     | いたか淳治     | 4期  |
| 富田林市議   | 富田林市議   | いとう寛光     | 2期  |
| 藤井寺市議   | 藤井寺市議   | まつき洋介     | 4期  |
| 河内長野市議 | 河内長野市議 | 浦野雅文       | 1期  |
| 大阪狭山市議 | 大阪狭山市議 | 西野しげつぐ   | 3期  |
| 和泉市議     | 和泉市議     | いいさか光典   | 1期  |
| 岸和田市議   | 岸和田市議   | 前田将臣       | 3期  |
| 貝塚市議     | 貝塚市議     | 牛尾ジロー     | 2期  |
| 貝塚市議     | 貝塚市議     | いずはら秀昭   | 4期  |
| 泉南市       | 泉南市       | 山本ゆうま     | 2期  |
| 泉佐野市議   | 泉佐野市議   | 新田輝彦       | 1期  |
| 阪南市議     | 阪南市議     | 渡辺ひでつな   | 3期  |
| 阪南市議     | 阪南市議     | すみの信和     | 4期  |
| 田尻町       | 田尻町       | 坂口実         | 1期  |
| 京都市議     | 京都市議     | くぼたまさき   | 1期  |
| 向日市議     | 向日市議     | 村田みつたか   | 2期  |
| 長岡京市議   | 長岡京市議   | さいじょう利洋 | 3期  |
| 神戸市議     | 神戸市議     | 黒田武志       | 1期  |
| 神戸市議     | 神戸市議     | 山本のりかず   | 1期  |
| 神戸市議     | 神戸市議     | 住本かずのり   | 2期  |
| 神戸市議     | 神戸市議     | 外海開三       | 2期  |
| 神戸市議     | 神戸市議     | 高橋としえ     | 2期  |
| 姫路市議     | 姫路市議     | 大西陽介       | 1期  |
| 尼崎市議     | 尼崎市議     | 光本圭佑       | 1期  |
| 尼崎市議     | 尼崎市議     | 久保高章       | 1期  |
| 尼崎市議     | 尼崎市議     | 楠村信二       | 1期  |
| 姫路市議     | 姫路市議     | 大西陽介       | 1期  |
| 加古川市議   | 加古川市議   | 鍔木良子       | 3期  |
| 和歌山市議   | 和歌山市議   | 林隆一         | 1期  |
| 和歌山市議   | 和歌山市議   | 中庄谷孝次郎   | 4期  |
| 海南市議     | 海南市議     | 上村五美       | 3期  |
| 倉敷市議     | 倉敷市議     | 赤澤幹温       | 1期  |
| 伊賀市議     | 伊賀市議     | 田中さとる     | 3期  |